# Mangel
För andra betydelser, se Mangel (olika betydelser).
| Stenmangel. |  | Mangel från 1934. |
| Stenmangel. |  | Mangel från 1934. |

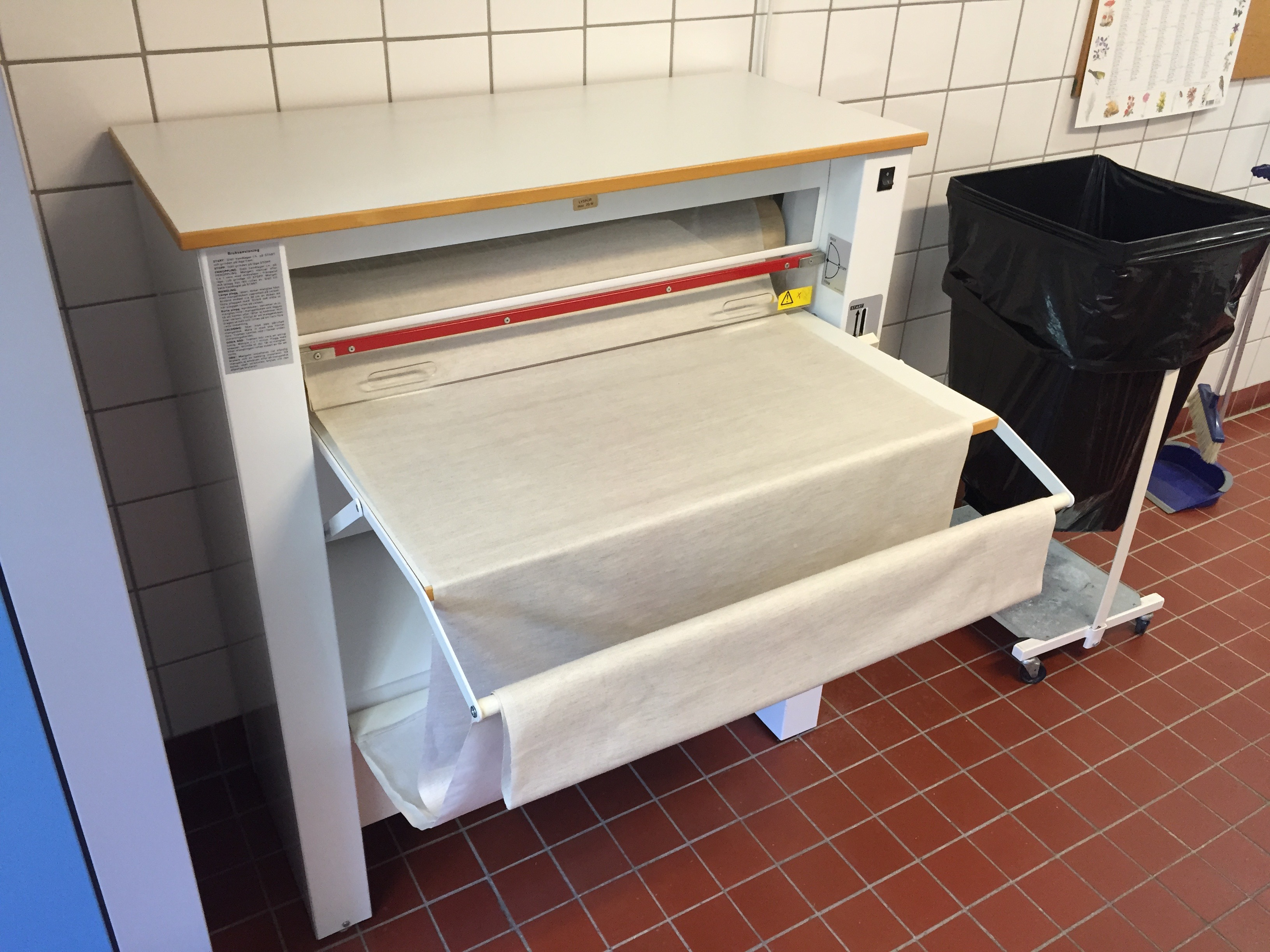
Modern mangel i en svensk tvättstuga.

Mangel är den utrustning som ersätter strykjärnets strykning av tvätten. Mangling är i synnerhet lämpligt för textilier av lin men används i stor skala för all slags hemtextilier, till exempel linnevaror som hör till sängkläder och inredningstextilier så länge de är av naturfibrer.
Forna tiders kallmangel med stenar i stora träramar som vikter och manuell förflyttning av stenarna över tyget har i modern tid i huvudsak ersatts med varmmangel där ånga står för värmen och elektricitet driver textilierna framåt mellan valsverket som ger den släta struktur som eftersträvas. För hemmabruk finns elektriska kallmanglar.
Närmaste föregångare till mangel var kavelbräden (även kallat mangelbräde) som rullades över linnet. Dekorerade kavelbräden var populära friargåvor under 1800-talet. När stenmangeln konstruerades uppstod behovet av avsedda utrymmen för dessa, och mangelbodar omtalas redan på 1600-talet och förekom ända in på 1940-talet i städerna. 
Innan dess slätströk man linnevarorna genom glättning med slätpolerade glättstenar (gnidstenar) av glas eller sten, försedda med eller utan skaft. Linnet lades på en bräda överdragen med läder. Metoden att glätta linne och i synnerhet spetsar tillämpades långt in på 1800-talet - i Sverige finns en tydlig geografisk skillnad - i norra och mellersta Sverige brukades mangelbräden medan man i Sydssverige främst brukade glättestenar. Glättstenar är funna i gravar från järnåldern och på Birka enligt Nationalencyklopedin.
Än används liknande metoder när det handlar om antikvarisk vård av gamla textilier. Att hängtorka eller värmebehandla sköra textilier är inte på tal, men torkning på glasskivor ger en slätbehandling som inte är lika påfrestande för produkten.